# Abena Busia
Abena Pokua Adompim Busia (1953) é uma escritora, poetisa, feminista, professora universitária e diplomata ganesa. É filha do ex-primeiro-ministro de Gana, Kofi Abrefa Busia, e irmã da atriz Akosua Busia. Abena é professora associada de Literatura Inglesa e de Estudos de Mulheres e Gênero na Universidade Rutgers (Rutgers University), nos Estados Unidos. Desde 2017, atua como embaixadora de Gana no Brasil, com credenciamento para outras 12 repúblicas da América do Sul.

## Infância e educação
Abena nasceu em Acra, filha do ex-chefe de Estado ganês Kofi Abrefa Busia e de sua esposa, Naa (Morkor) Busia. Pertence à família real Yenfri, de Wenchi, na então Região de Brong-Ahafo (hoje parte da Região de Bono). Passou parte da infância em Gana, bem como nos Países Baixos e no México, antes de se mudar para Oxford, onde a família se estabeleceu definitivamente.
Formou-se em Língua Inglesa e Literatura pela St Anne's College da Universidade de Oxford em 1976, obtendo o grau de Bacharel em Artes (B.A.). Em 1984, concluiu o Doutorado (D.Phil.) em antropologia social pelo St. Antony's College, Oxford. Foi tutora externa no Ruskin College, faculdade de relações trabalhistas filiada à Universidade de Oxford, e professora visitante do Programa de Estudos Africanos e Afro-Americanos em Yale. Recebeu também diversas bolsas de pesquisa de pós-doutorado, entre elas a Andrew Mellon Fellowship no departamento de Inglês do Bryn Mawr College e a Institute for American Cultures Fellowship, no Center for Afro-American Studies da UCLA.

## Carreira
Abena Busia foi codiretora do projeto Women Writing Africa — que, entre 2002 e 2008, publicou a série de quatro volumes Women Writing Africa —, além de professora de Inglês na Universidade Rutgers, onde presidiu o Departamento de Estudos de Mulheres e Gênero.
Busia também lecionou em outras instituições, como a Universidade Yale e a Universidade de Gana.
Foi presidente da Association for the Study of the Worldwide African Diaspora (ASWAD) e da African Literature Association (ALA). Atualmente, é presidente do conselho da AWDF-USA, organização-irmã do African Women's Development Fund (AWDF), a primeira fundação panafricana de apoio a organizações de direitos das mulheres na África.

### Obra
Busia possui diversos textos publicados sobre literatura de mulheres negras, discurso colonial e estudos pós-coloniais. Entre os livros acadêmicos que coeditou, destacam-se Theorizing Black Feminisms: The Visionary Pragmatism of Black Women (1993) e Beyond Survival: African Literature and the Search for New Life (1999). É autora de dois volumes de poesia: Testimonies of Exile (1990) e Traces of Life (2008). Sua produção integra antologias como Daughters of Africa, organizada por Margaret Busby em 1992.

## Diplomata ganesa
Em julho de 2017, o presidente Nana Akuffo-Addo nomeou Abena Busia como embaixadora de Gana no Brasil. Ela está entre 23 ganeses distinguidos que assumiram chefia de diversas missões diplomáticas de Gana ao redor do mundo.